# 萧山站
萧山站，前称白鹿塘站，是沪昆线和沪昆绕行线两线交汇站，位于杭州市萧山区所前镇，建于1931年。离杭州站37公里。现为四等站。该车站原先由上海铁路局金华车务段管理，2009年10月1日起移交杭州直属站管辖。仅办理专用线、专用铁路货运作业，办理列车通过、停靠作业，不办理客运业务。

## 历史
车站建于1931年1月，以周边白露塘村命名为白鹿塘。白露塘村因村镇周围堤塘芦苇丛生，花开时似一片雪白的景象而得名。车站开通后，其讹称“白鹿塘”的使用率逐渐多过原先的名字，白露塘村的名称逐渐不再被使用，白鹿塘也成为该村正式的名字。
1992年4月，作为铁道部“中取华东”重点工程之一的浙赣绕行线开通。浙赣绕行线由笕桥站引出，经杭州东站、钱江二桥至白鹿塘站，作为铁路杭州枢纽的分流线路，1997年实现复线化。2006年车站上下行实现电气化。
该车站原先由上海铁路局萧山车务段管理，2005年因上海铁路局第二轮生产力布局调整，原萧山车务段合并至新成立的金华车务段，白鹿塘站因而改由金华车务段管理；2009年10月1日起该站移交杭州直属站管辖。
2012年车站的货场开工，货场为浙江省重点工程，目的在于将原有杭州南站、萧山西站、临浦站铁路货场整合至沪昆线原白鹿塘站，总投资约22亿元人民币。2015年11月26日凌晨二时起，白鹿塘站更名萧山站。2015年12月23日，萧山铁路货场正式开始运营。

## 营运状况
根据规划，萧山站今后将成为铁路杭州枢纽南部的最重要的组成部分，与钱塘江北岸的乔司站一同形成“北乔司、南萧山”的杭州铁路货运新格局。萧山铁路货场工程用地面积约1696亩，其中货场用地800亩。萧山铁路货场正式运营后，为杭州南部地区最大货运中心，近期年运量有望达到980万吨，对当地企业货物快速集散、减轻库存压力、降低运输成本、提高企业的综合竞争力具有积极意义。车站设有专用线通往白鹿塘采石场。

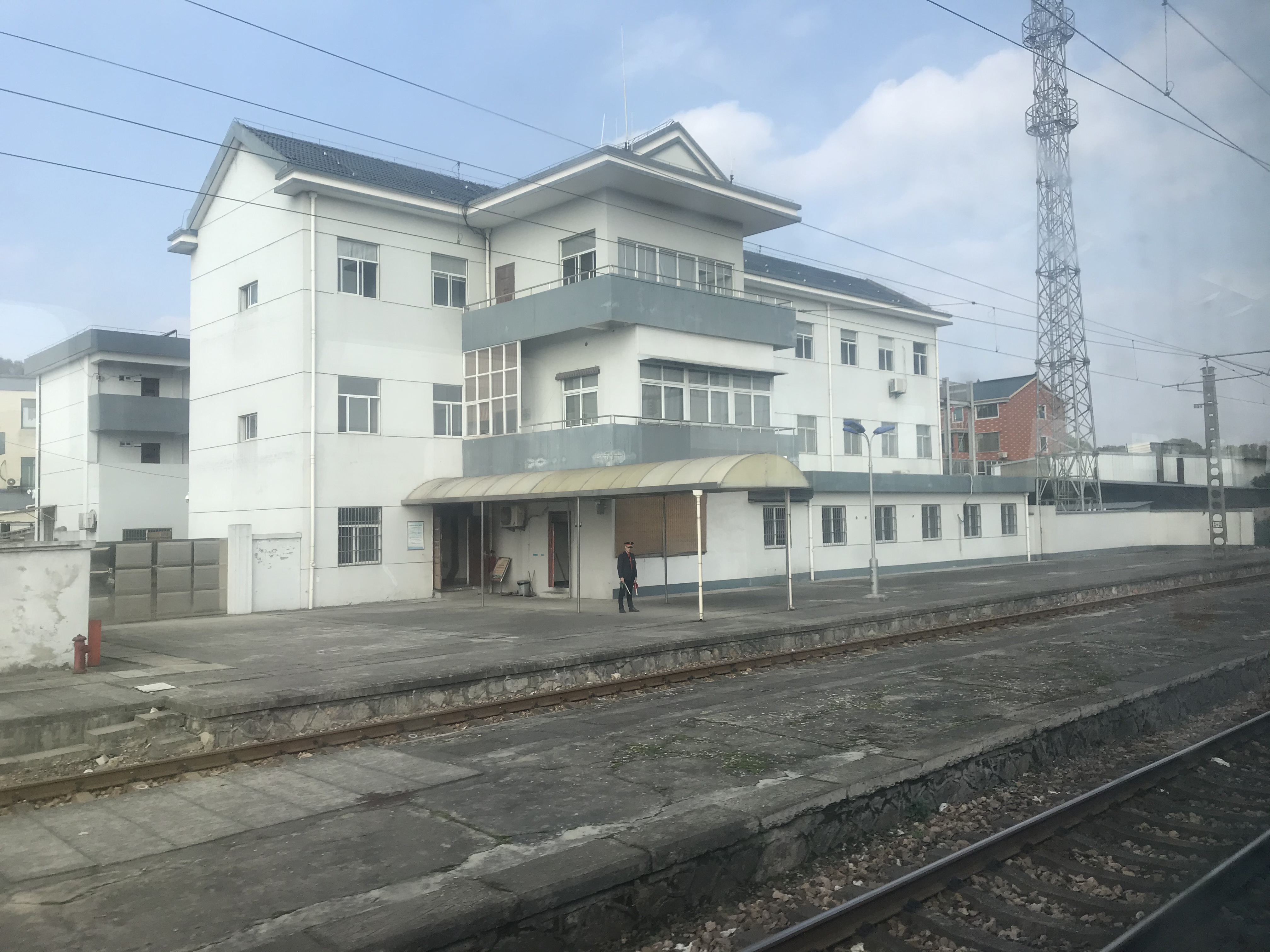
站房
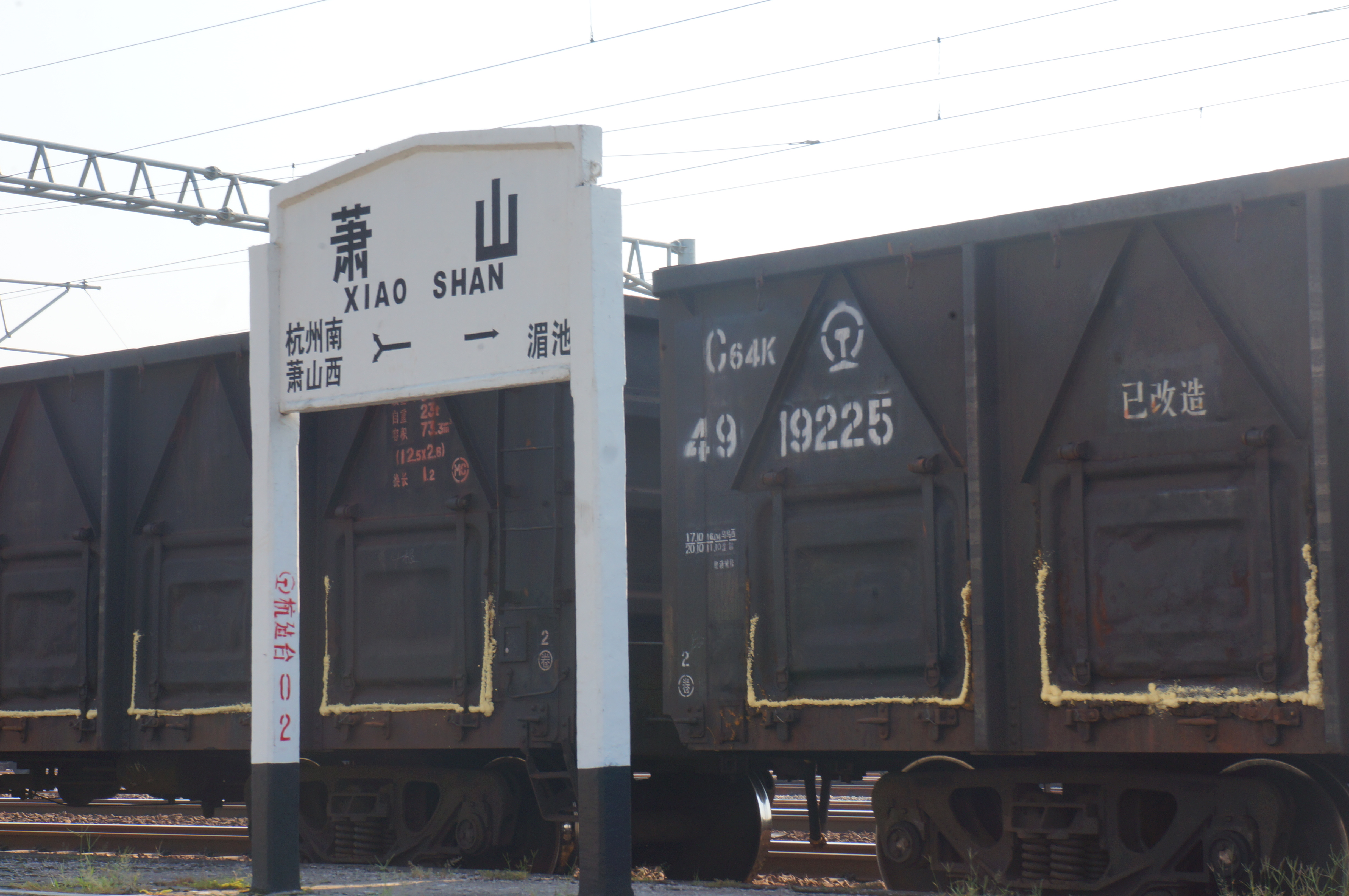
萧山站站名牌，原为白鹿塘站
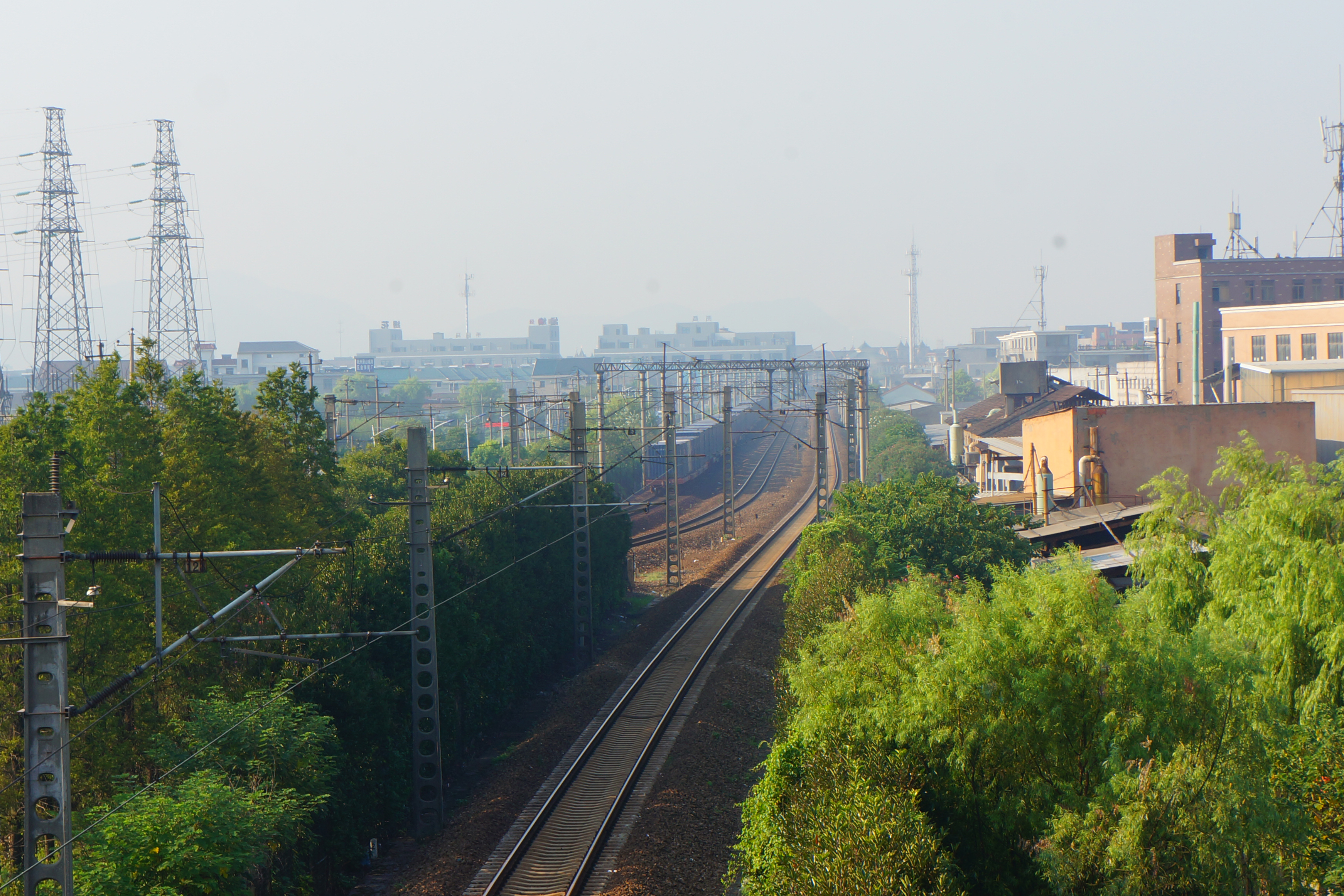
沪昆铁路杭州绕行线在此站和正线分岔
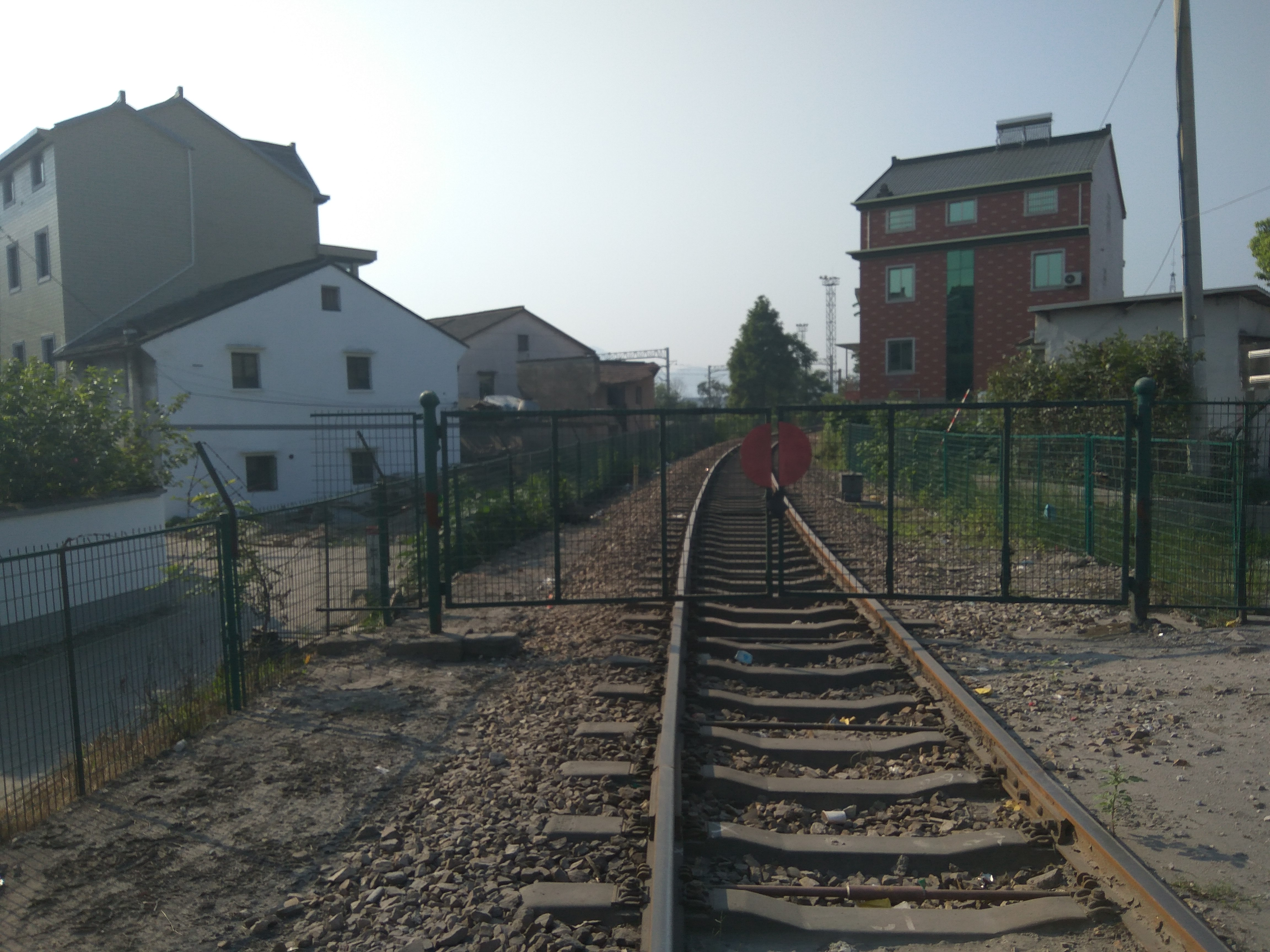
白鹿塘采石场专用线
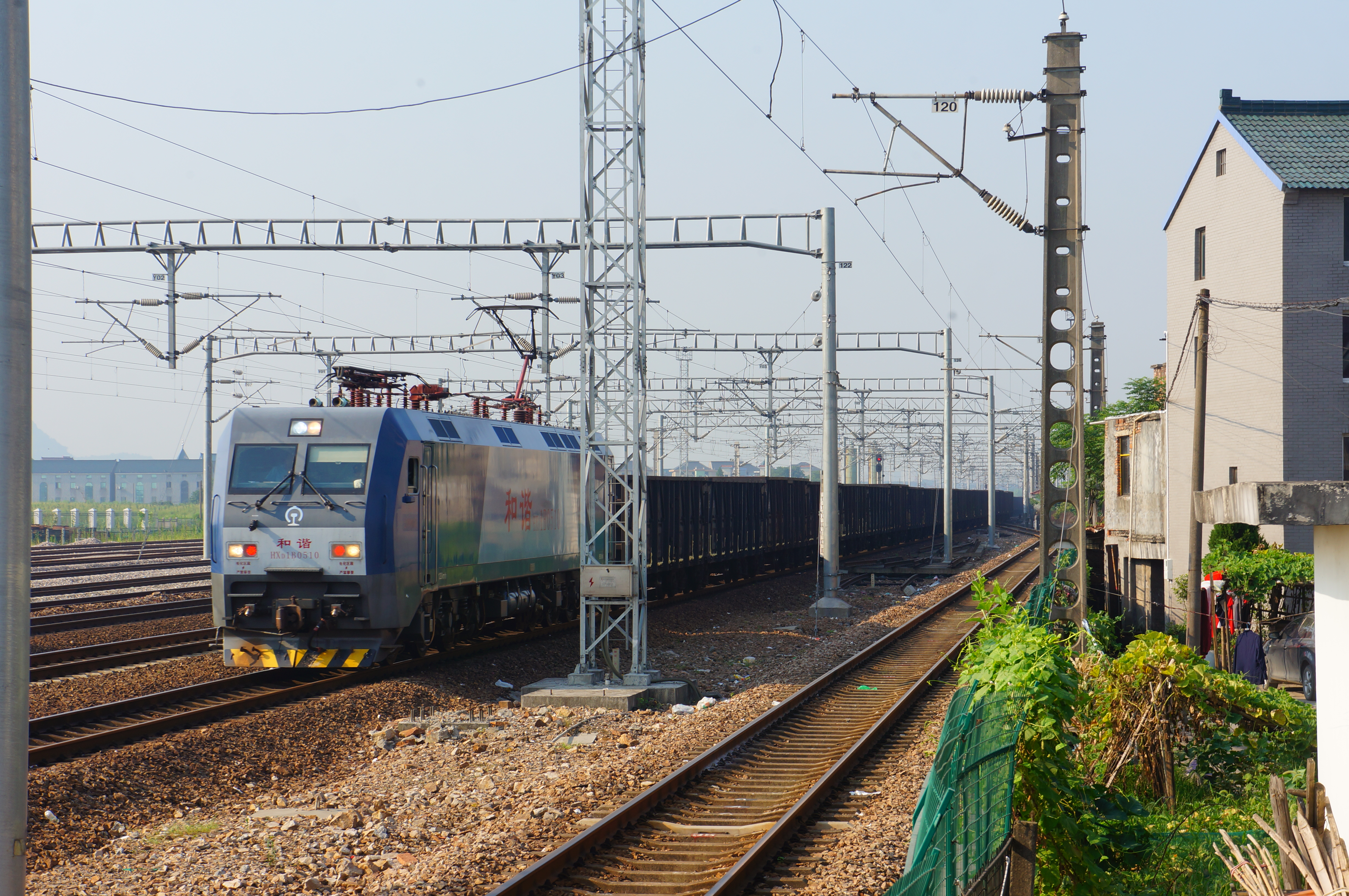
一列货运列车进入萧山站停靠